# Сипси (Алабама)
Сипси (енгл. Sipsey) град је у америчкој савезној држави Алабама. По попису становништва из 2010. у њему је живело 437 становника.

## Демографија
Према попису становништва из 2010. у граду је живело 437 становника, што је 115 (20,8%) становника мање него 2000. године.
| Група             | 2000.       | 2010.       |
| Белци             | 375 (67,9%) | 280 (64,1%) |
| Афроамериканци    | 173 (31,3%) | 145 (33,2%) |
| Азијати           | 0 (0,0%)    | 2 (0,5%)    |
| Хиспаноамериканци | 1 (0,2%)    | 4 (0,9%)    |
| Укупно            | 552         | 437         |